# Olympische Sommerspiele 1968/Teilnehmer (Finnland)
| Gelbes Symbol für Goldmedaillen mit stilisierten Olympischen Ringen | Graues Symbol für Silbermedaillen mit stilisierten Olympischen Ringen | Braundes Symbol für Bronzemedaillen mit stilisierten Olympischen Ringen |
| ------------------------------------------------------------------- | --------------------------------------------------------------------- | ----------------------------------------------------------------------- |
| 1                                                                   | 2                                                                     | 1                                                                       |

Finnland nahm an den Olympischen Sommerspielen 1968 in Mexiko-Stadt mit einer Delegation von 66 Athleten (60 Männer und 6 Frauen) an 61 Wettkämpfen in 13 Sportarten teil.
Die finnischen Sportler gewannen eine Gold- und eine Bronzemedaille sowie zwei Silbermedaillen. Im Medaillenspiegel belegte Finnland damit den 24. Platz. Olympiasieger wurde der Gewichtheber Kaarlo Kangasniemi im Mittelschwergewicht. Fahnenträger bei der Eröffnungsfeier war der Sportschütze Pentti Linnosvuo.

## Teilnehmer nach Sportarten

### Boxen
- Jouko Lindbergh
Bantamgewicht: in der 1. Runde ausgeschieden

- Risto Meronen
Federgewicht: in der 1. Runde ausgeschieden

- Erik Nikkinen
Leichtgewicht: in der 1. Runde ausgeschieden

- Arto Nilsson
Halbweltergewicht: Bronze

- Mauri Saarivainio
Weltergewicht: in der 1. Runde ausgeschieden

### Gewichtheben
- Jouni Kailajärvi
Halbschwergewicht: 7. Platz

- Kaarlo Kangasniemi
Mittelschwergewicht: Gold

- Jaakko Kailajärvi
Mittelschwergewicht: 5. Platz

- Mauno Lindroos
Schwergewicht: 6. Platz

- Kalevi Lahdenranta
Schwergewicht: 7. Platz

### Kanu
Männer
- Jouko Viitamäki
Einer-Kajak 1000 m: im Halbfinale ausgeschieden

- Karl-Gustav von Alfthan
Vierer-Kajak 1000 m: 5. Platz

- Heikki Mäkelä
Vierer-Kajak 1000 m: 5. Platz

- Jorma Lehtosalo
Vierer-Kajak 1000 m: 5. Platz

- Ilkka Nummisto
Vierer-Kajak 1000 m: 5. Platz

### Leichtathletik
Männer
- Pekka Vasala
1500 m: im Vorlauf ausgeschieden

- Pentti Rummakko
Marathon: Rennen nicht beendet

- Jaakko Tuominen
400 m Hürden: im Vorlauf ausgeschieden

- Altti Alarotu
Stabhochsprung: 14. Platz

- Erkki Mustakari
Stabhochsprung: im Finale ohne gültigen Versuch
- Pertti Pousi
Weitsprung: 18. Platz
Dreisprung: 18. Platz

- Jorma Kinnunen
Speerwurf: Silber

- Pauli Nevala
Speerwurf: 14. Platz

Frauen
- Eeva Haimi
400 m: im Vorlauf ausgeschieden
800 m: im Vorlauf ausgeschieden

- Kaisa Launela
Speerwurf: 8. Platz

### Moderner Fünfkampf
- Seppo Aho
Einzel: 18. Platz
Mannschaft: 5. Platz

- Martti Ketelä
Einzel: 20. Platz
Mannschaft: 5. Platz

- Jorma Hotanen
Einzel: 34. Platz
Mannschaft: 5. Platz

### Radsport
- Raimo Honkanen
Straßenrennen: 37. Platz
Straße Mannschaftszeitfahren: 19. Platz

- Mauno Uusivirta
Straßenrennen: 46. Platz
Straße Mannschaftszeitfahren: 19. Platz

- Ole Wackström
Straßenrennen: 57. Platz
Straße Mannschaftszeitfahren: 19. Platz
Bahn 4000 m Einerverfolgung: 16. Platz

- Raimo Suikkanen
Straßenrennen: Rennen nicht beendet
Straße Mannschaftszeitfahren: 19. Platz
Bahn 1000 m Zeitfahren: 23. Platz

### Ringen
- Jussi Vesterinen
Fliegengewicht, griechisch-römisch: 6. Platz

- Risto Björlin
Bantamgewicht, griechisch-römisch: in der 4. Runde ausgeschieden

- Martti Laakso
Federgewicht, griechisch-römisch: 6. Platz

- Eero Tapio
Leichtgewicht, griechisch-römisch: 5. Platz

- Pentti Salo
Weltergewicht, griechisch-römisch: in der 2. Runde ausgeschieden

- Teuvo Ojala
Mittelgewicht, griechisch-römisch: in der 3. Runde ausgeschieden

- Caj Malmberg
Halbschwergewicht, griechisch-römisch: 6. Platz

- Arje Nadbornik
Schwergewicht, griechisch-römisch: in der 2. Runde ausgeschieden

- Pekka Alanen
Bantamgewicht, Freistil: in der 3. Runde ausgeschieden

### Rudern
- Pekka Sylvander
Zweier ohne Steuermann: im Viertelfinale ausgeschieden

- Kauko Hänninen
Zweier ohne Steuermann: im Viertelfinale ausgeschieden

### Schießen
- Pentti Linnosvuo
Schnellfeuerpistole 25 m: 11. Platz

- Immo Huhtinen
Schnellfeuerpistole 25 m: 15. Platz

- Matti Patteri
Freie Pistole 50 m: 9. Platz

- Seppo Saarenpää
Freie Pistole 50 m: 22. Platz

- Juhani Laakso
Freies Gewehr Dreistellungskampf 300 m: 11. Platz

- Osmo Ala-Honkola
Freies Gewehr Dreistellungskampf 300 m: 19. Platz

- Simo Morri
Kleinkalibergewehr Dreistellungskampf 50 m: 33. Platz
Kleinkalibergewehr liegend 50 m: 50. Platz

- Jaakko Minkkinen
Kleinkalibergewehr Dreistellungskampf 50 m: 36. Platz
Kleinkalibergewehr liegend 50 m: 40. Platz

- Tuukka Mäkelä
Skeet: 22. Platz

### Schwimmen
Frauen
- Marjatta Hara
400 m Freistil: im Vorlauf ausgeschieden
800 m Freistil: im Vorlauf ausgeschieden

- Eva Sigg
400 m Freistil: im Vorlauf ausgeschieden
200 m Lagen: im Vorlauf ausgeschieden
400 m Lagen: im Vorlauf ausgeschieden

- Ulla Patrikka
100 m Rücken: im Halbfinale ausgeschieden
200 m Rücken: im Vorlauf ausgeschieden

### Segeln
- Jan Winquist
Finn-Dinghy: 6. Platz

- Peter Tallberg
Star: 11. Platz

- Henrik Tallberg
Star: 11. Platz

### Turnen
Männer
- Mauno Nissinen
Einzelmehrkampf: 17. Platz
Mannschaftsmehrkampf: 10. Platz
Boden: 34. Platz
Pferdsprung: 71. Platz
Barren: 19. Platz
Reck: 17. Platz
Ringe: 20. Platz
Seitpferd: 12. Platz

- Heikki Sappinen
Einzelmehrkampf: 40. Platz
Mannschaftsmehrkampf: 10. Platz
Boden: 32. Platz
Pferdsprung: 63. Platz
Barren: 67. Platz
Reck: 58. Platz
Ringe: 23. Platz
Seitpferd: 48. Platz

- Olli Laiho
Einzelmehrkampf: 41. Platz
Mannschaftsmehrkampf: 10. Platz
Boden: 82. Platz
Pferdsprung: 54. Platz
Barren: 15. Platz
Reck: 68. Platz
Ringe: 80. Platz
Seitpferd: Silber

- Juhani Rahikainen
Einzelmehrkampf: 48. Platz
Mannschaftsmehrkampf: 10. Platz
Boden: 61. Platz
Pferdsprung: 49. Platz
Barren: 45. Platz
Reck: 65. Platz
Ringe: 47. Platz
Seitpferd: 45. Platz

- Reino Heino
Einzelmehrkampf: 67. Platz
Mannschaftsmehrkampf: 10. Platz
Boden: 71. Platz
Pferdsprung: 87. Platz
Barren: 69. Platz
Reck: 85. Platz
Ringe: 38. Platz
Seitpferd: 57. Platz

- Hannu Rantakari
Einzelmehrkampf: 73. Platz
Mannschaftsmehrkampf: 10. Platz
Boden: 80. Platz
Pferdsprung: 78. Platz
Barren: 57. Platz
Reck: 80. Platz
Ringe: 32. Platz
Seitpferd: 89. Platz

### Wasserspringen
Männer
- Pentti Koskinen
3 m Kunstspringen: 12. Platz

Frauen
- Tarja Liljeström
3 m Kunstspringen: 14. Platz
10 m Turmspringen: 17. Platz